# Желтополосый лазающий полоз
Желтополосый лазающий полоз (лат. Coelognathus flavolineatus) — вид змей из семейства ужеобразных, обитающих в Юго-Восточной Азии.

## Описание
Общая длина колеблется от 130 до 180 см. Имеет стройное, высокое туловище, небольшую вытянутую голову. Большие глаза имеют золотисто-коричневую радужку. Брюшные кили хорошо развиты. Окраска передней трети тела коричнево-оливковая, задняя часть абсолютно чёрная с голубым отливом. На передней части туловища есть чёткий рисунок из чёрных или белых глазков, или больших чёрных пятен, которые часто располагаются парами. Кожа между щитками имеет светлые и тёмные участки, что придаёт окраске сетчатый рисунок. По бокам шеи тянутся широкие косые чёрные полосы. Более тонкие и короткие чёрные полоски располагаются позади глаз. Передняя часть брюха палево-жёлтая, а задняя темно-серая или чёрная.

## Образ жизни
Населяет опушки тропических лесов, и плантации, где змея может прятаться под кучами хвороста или опавшими листьями. Встречается на высоте до 900 м над уровнем моря. Достаточно скрытная змея, редко попадается на глаза. Активна на рассвете. Питается грызунами, но нередко в пищу попадают птицы, летучие мыши, лягушки и ящерицы.

## Размножение
Это яйцекладущая змея. Самка откладывает до 5 яиц.

## Распространение
Обитает в Таиланде, Мьянме, Вьетнаме, Малайзии, Сингапуре, Индонезии, на Андаманских и Никобарских островах. 